# درازپاها
درازپاها (نام علمی: Macropus) سرده‌ای از کیسه‌داران عضو تیره درازپایان است که شامل ۱۴ گونه و سه زیرسرده می‌شود. همهٔ کانگوروهای زمین‌رو، والاروها، و چندین گونه والابی در این سرده قرار می‌گیرند. کانگوروی خاکستری شرقی از جمله شناخته‌شده‌ترین جانوران عضو این سرده است.

## رده‌بندی
- سرده Macropus
  - زیرسرده Notamacropus
    - والابی چابک، Macropus agilis
    - والابی سیاه‌خط، Macropus dorsalis
    - والابی تامار، Macropus eugenii
    - †والابی تولاش، Macropus greyii (انقراض)
    - والابی قلمویی غربی، Macropus irma
    - والابی پارما: Macropus parma (به تازگی دوباره دیده شده است، برای ۱۰۰ سال گمان بر انقراض آن بود.)
    - والابی دم‌شلاقی: Macropus parryi
    - والابی گردن‌قرمز: Macropus rufogriseus

  - زیرسرده Osphranter
    - کانگوروی آنتیلوپ، Macropus antilopinus
    - والاروی سیاه، Macropus bernardus
    - والاروی معمولی، Macropus robustus
    - کانگوروی قرمز: Macropus rufus
    - †Macropus titan
    - †Macropus pearsoni

  - زیرسرده Macropus
    - کانگوروی خاکستری غربی، Macropus fuliginosus
    - کانگوروی خاکستری شرقی، Macropus giganteus